# Mušḫuššu

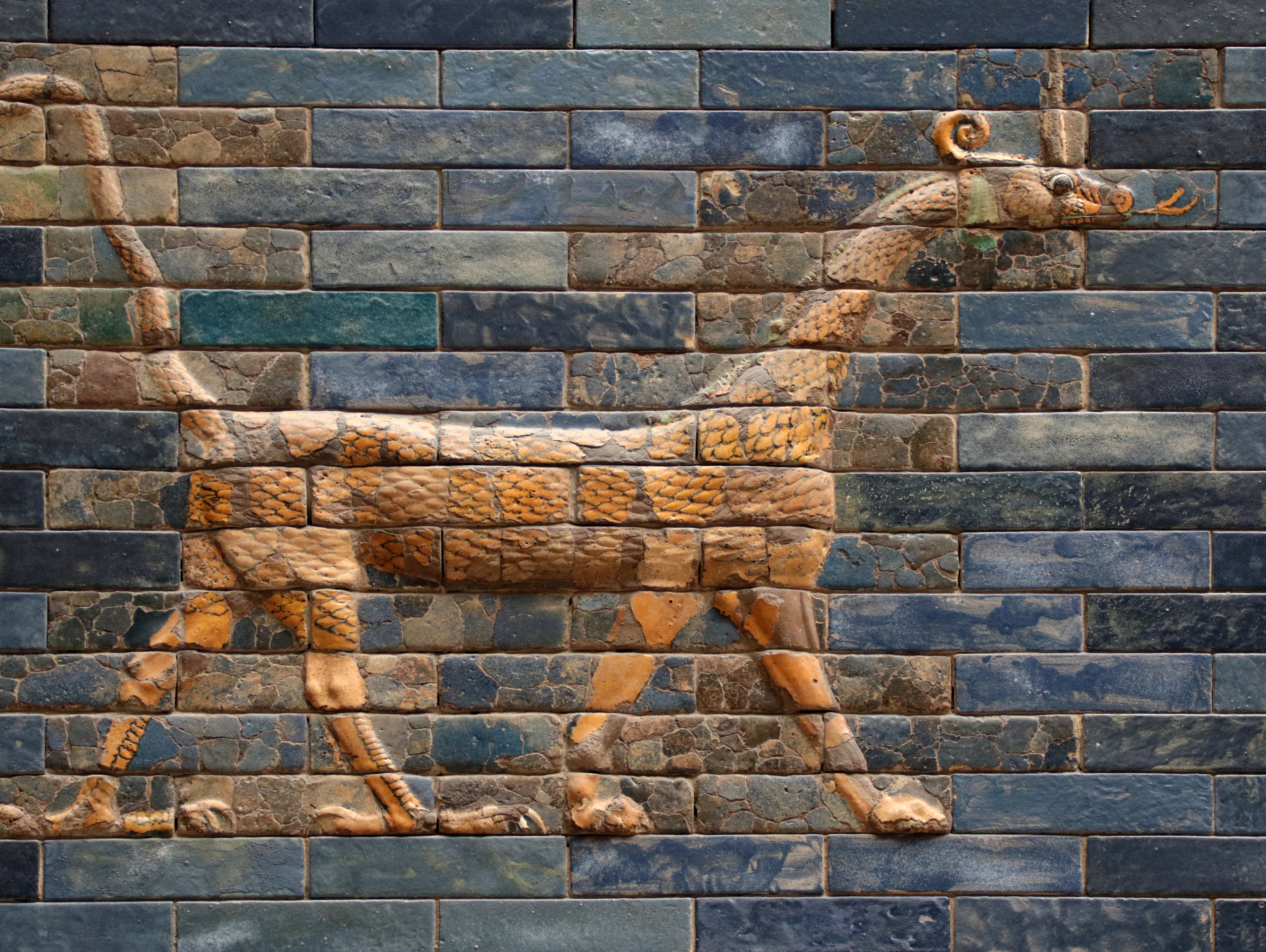
Mušḫuššu auf dem Ištar-Tor, heute im Pergamon-Museum Berlin

Mušḫuššu oder Mušḫušḫu (Muš-ḫuš-šu, Muš-rušu, Sirruš, Aussprache vermutlich Musch-chusch-schu; babylonisch schreckliche Schlange) ist als „Schlangendrache“ ein Mischwesen der sumerischen Mythologie und war das Begleittier von Enlil und Tišpak. Später wurde es auf den babylonischen Gott Marduk übertragen. Dessen Sohn Nabu übernimmt das Symboltier von Marduk. Nach Nergal-šar-uṣur sind Mušḫuššu gute Torwächter, da sie einen Feind mit tödlichem Gift bespritzen können.

## Aussehen

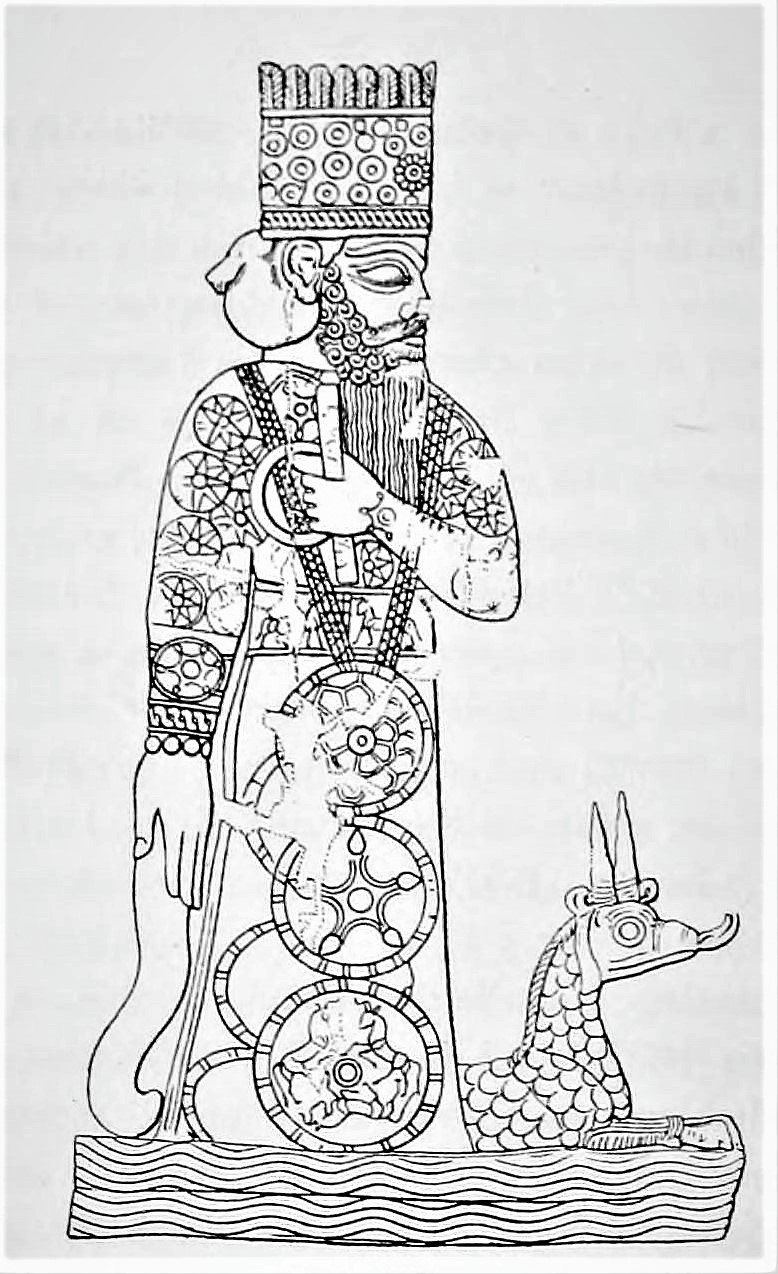
Umzeichnung der Darstellung auf dem Gottessiegel des Marduk, Babylon, 9./8. Jh. v. Chr. (Vorderasiatisches Museum Berlin) Gezeigt ist der Gott mit dem zu seinen Füßen liegenden Mušḫuššu

Im Zusammenhang mit Tišpak, der oft auf dem Mušḫušḫu reitend dargestellt wird, werden ihm oft sieben Köpfe zugeschrieben. Er wird als Schlange (muš) und als Löwe (labbu) beschrieben.
Als Symboltier von Marduk und seinem Sohn Nabu wird der Mušḫuššu mit einem von Schuppen bedeckten Löwenkörper gezeigt. Die Hinterbeine enden in Vogelkrallen, während die Vorderbeine Löwentatzen haben. Der Schwanz ist lange und dünn. Auf der Schnauze des recht kleinen Kopfes sitzen ein oder zwei nach oben gerichtete Hörner; aus dem Maul wird die gespaltene Schlangenzunge gestreckt.

## Mythen
Der Kampf des Tišpak gegen Mušḫušḫu wird in einem unvollständigen Text aus der Bibliothek des Aššurbanipal beschrieben (CT 13.33-34), den Wiggerman in die altakkadische Periode datieren will.
Der Drache wurde von der See (tâmtu) geboren. Der Mythos beschreibt seine beeindruckende Größe: Das Tier ist 50 Meilen lang, eine Meile breit. Sein Maul ist sechs Ellen lang, der Umfang seiner Ohren beträgt zwölf Ellen. Entsprechend groß sind seine Fähigkeiten: er kann Vögel fangen, die 60 Ellen entfernt sind, und aus neun Ellen tiefem Wasser etwas herausziehen. Wenn er seinen Schwanz hebt, berührt dieser den Himmel. Alle Götter sind angsterfüllt. Tišpak gelingt es schließlich, den Drachen in einem schrecklichen Sturm mit einem Pfeil zu töten, sein Blut fließt drei Jahre und drei Monate lang, Tag und Nacht.

## Ikonografie
Ikonografisch ist Mušḫuššu als „rotes Schlangenmischwesen“ zunächst als doppelt gehörnter Schlangenkopf mit geschupptem Körper dargestellt. Die Vorderbeine sind die eines Löwen, die Hinterbeine die eines Adlers. Am Ende des langen und aufgerichteten Schwanzes befindet sich ein Skorpionstachel.
Das älteste Relief stammt aus Nippur und verweist auf eine Verbindung zu Enlil. Die wohl bekannteste Abbildung des Mušḫuššu findet sich auf den Ziegelreliefs des Ištar-Tor, die Nebukadnezar II. dort anbringen ließ und das im Vorderasiatischen Museum in Berlin zu sehen ist.